# 중화 반응

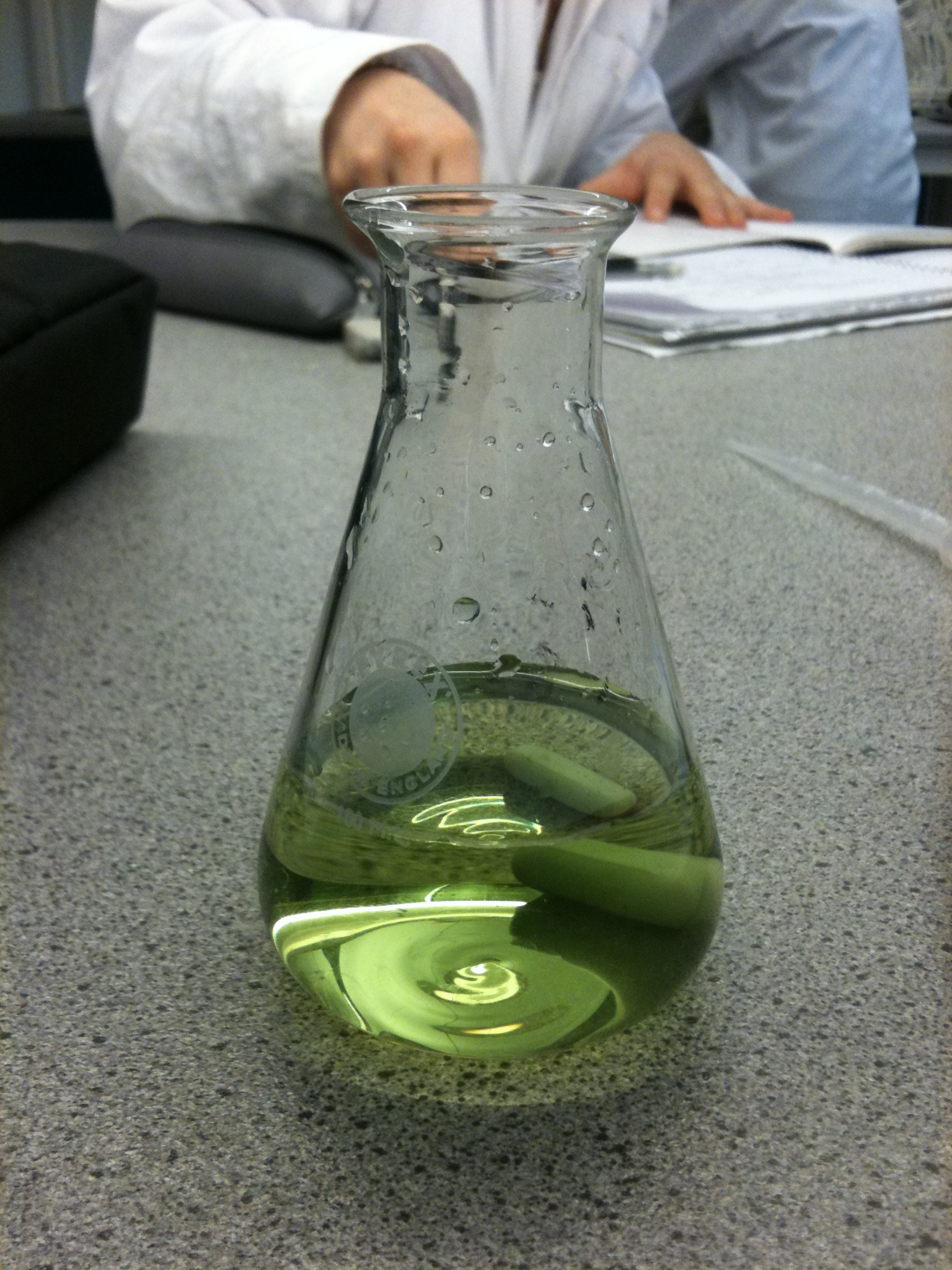
수산화 나트륨과 염산의 중화 반응. 지시약은 BTB 용액이다.

중화 반응(中和反應, 영어: neutralization reaction)은 아레니우스의 산-염기 개념(수용액의 H+ - OH-)을 적용했을 경우의 반응이 아니다. 보다 넓게 브뢴스테르-로리 산-염기 개념이나 루이스 산-염기 개념을 적용하면 수용액뿐만 아니라 보다 넓은 범위(유기물질의 반응)에서 산-염기 반응으로 설명을 할 수 있다. 따라서 중화 반응은 산염기반응의 일종이라고 볼 수 있다. 하지만 염과 물이라는 부산물이 형성되는 특징 때문에 따로 분리된다. 중화열이 방출되기 때문에 중화 반응이 일어나면 온도가 올라간다.
예를 들어, 염산(HCl)과 수산화 나트륨(NaOH)이 수용액이 반응하는 경우,
HCl + NaOH  -> H2O + Na+ + Cl-
중화 반응의 알짜 이온 반응식은 항상 아래와 같다.
H+(aq) + OH-(aq) -> H2O (l)
하지만 아레니우스의 산-염기 개념으로는 설명할 수 없는 중화반응도 있다.
NH3(g) + HCl(g)  -> NH4Cl(s)
이 반응은 수소 이온과 수산화 이온을 포함하지 않으므로 아레니우스의 산-염기 개념으로는 중화 반응이 아니다. 그러나 실험적으로 위 반응은 중화 반응이며, 이와 같은 반응을 설명하기 위해 아레니우스의 산- 염기 개념에서 더 확장 된 것이 브뢴스테드-로우리의 산-염기 개념이다.

## pH
중화 반응의 의미는 반드시 중화점의 pH 농도가 7인 것을 의미하는 것은 아니다. 강산 및 강염기가 중화 반응을 하는 경우 중화점의 pH 농도는 7이 될 것이다. 예를 들어 강산, 염산 (HCl), 및 강염기의 수산화나트륨 (NaOH)이 반응하면 물과 염화나트륨 (NaCl)이 나올 것이다.
HCl + NaOH → H₂O + NaCl에서 H₃O+ 나 OH- 에 농도 변화가 없기 때문에 최종 pH는 7이다.
만약 약산과 강염기가 반응하는 경우 중화점의 pH 농도는 7보다 커야 한다. 예를 들어 약산인 아세트산과 강염기인 수산화 나트륨이 반응하면 물, 나트륨 이온(Na+), 아세트산 이온(CH₃COO-)이 나올 것이다.
CH₃COOH + NaOH → Na+ + H₂O + CH₃COO-
Na+는 다른 이온과 반응하지 않는 이온이다. 그러나 아세트산 이온은 물을 가수 분해해서 수산화 이온(OH-)을 만드는 강염기이다.
CH₃COO- + H₂O ⇌ CH₃COOH + OH-
따라서, 생성된 용액은 염기성이다.
만약 약염기와 강산이 중화 반응을 하는 경우 중화점의 pH 농도는 7 미만이 될 것이다. 예를 들어 약염기인 시안화 이온(CN-)과 강산인 염산이 반응하면 염화 이온(Cl-), 시안화수소산이 나오게 된다.
CN- + HCl → Cl- + HCN
Cl-는 다른 이온과 반응하지 않는 이온이다. 그러나 시안화수소산은 물을 가수 분해해서 H₃O+ 이온을 나오게 하는 약산이다.
HCN + H₂O ⇌ CN- + H₃O+
따라서, 생성된 용액은 산성이다.
마지막으로 약산과 약염기가 중화 반응을 하는 경우 산과 염기의 농도에 따라 달라진다. 예를 들어 약염기, CN-와 약산, 아세트산 이 반응하는 경우 HCN과 CH₃COO-가 나오게 된다. CH₃COOH(pKa=4.75)가 HCN(pKa=9.2)보다 강한 산이다. 그리고 약산과 약염기의 초기 농도를 가정하면  중화점의 pH 농도는 7 미만이 된다.
CN- + CH₃COOH ⇌ HCN + CH₃COO-
아세트 이온은 물과 반응해서 아세트산과 수산화 이온(OH-)가 나오게 된다.
CH₃COO- + H₂O ⇌ CH₃COOH + OH-
위의 경우에서는, 생성된 용액은 염기성이다.

## 중화적정곡선
산 염기 반응을 그래프로 나타낸 것이다. x축은 산 또는 염기의 양이 되며 y축은 pH가 된다. 산-염기 중화적정에서 가해준 산 또는 염기의 부피에 따른 용액의 pH변화를 나타낸 곡선이다.

## 지시약
여기서는 산염기 지시약을 뜻하며, pH변화를 색깔 변화를 통해 용액의 산도를 판별하는 시약이다.

## 일상생활의 중화 반응
1. 생선의 비린내를 없애기 위해 레몬 즙을 뿌려 준다. 생선 비린내의 주성분은 트리메틸아민이라는 염기성 물질이므로 산성인 레몬을 뿌려 중화시킬 수 있다.
2. 벌에 쏘이거나 벌레에 물렸을 때 암모니아수를 바른다.이때, 말벌과 꿀벌은 염기성과 산성이라는 독이나 침의 성질이 있으므로 때에 따라 발라야하는 약이 다르다.
3. 산성화된 호수나 토양에 석회 가루(주성분이 산화칼슘 또는 탄산칼슘)를 뿌려 중화시킨다.때로 수국과 같이 토양의 색에 따라 색을 바꾸는 꽃을 물들이고자 고의적으로 한다.
4. 위액이 지나치게 많이 분비되면 제산제(주성분이 수산화마그네슘, 탄산수소나트륨 등 염기성 물질)를 먹어 위산을 중화시킨다.
5. 비누로 머리를 감아 머리카락이 뻣뻣할 때에는 식초를 몇 방울 떨어뜨린 물에 머리를 헹군다.
6. 신 김치에 달걀 껍데기(주성분이 탄산칼슘)를 넣어 주면 덜 시다.
7. 산성을 띠는 변기 때를 염기물질인 변기 세정제를 통해 중화시켜 제거한다.
8. 양치할 때, 염기성인 치약으로 산성인 입안을 중화시킨다.

## 같이 보기
- 산-염기 반응